# セッラルンガ・ダルバ
セッラルンガ・ダルバ（伊: Serralunga d'Alba）は、イタリア共和国ピエモンテ州クーネオ県にある、人口約600人の基礎自治体（コムーネ）。

## 地理

### 位置・広がり
| 隣接するコムーネは以下の通り。 - アルバ - カスティリオーネ・ファッレット - ディアーノ・ダルバ - モンフォルテ・ダルバ - モンテルーポ・アルベーゼ - ロッディーノ - シーニオ |

#### 地震分類

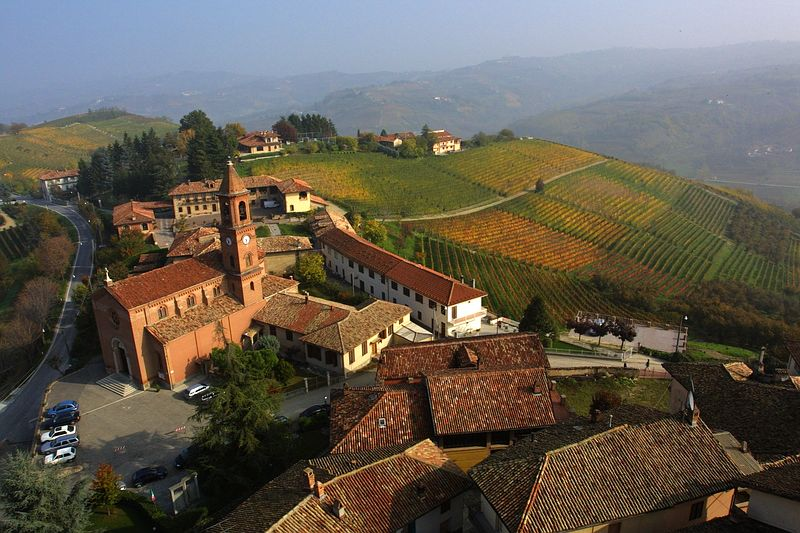
Vista del paese

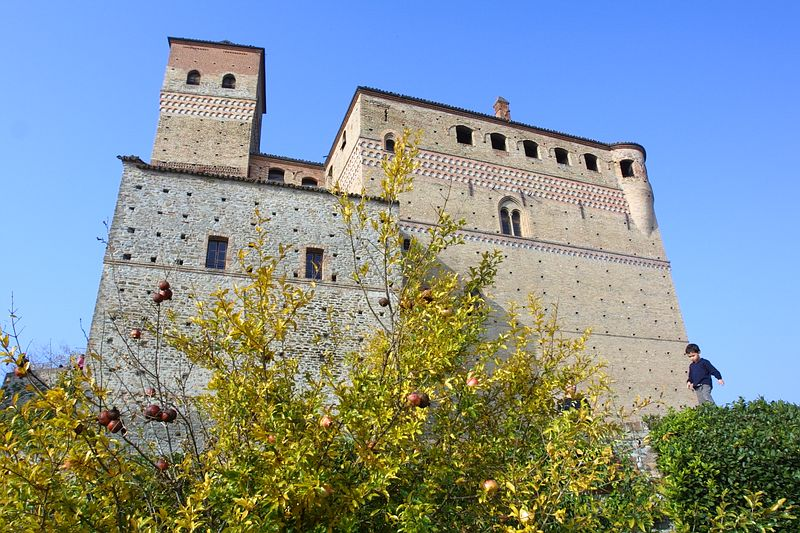
Il castello

イタリアの地震リスク階級 (it) では、4 に分類される
。